# ハメルドンのハミルトン男爵
ハメルドンのハミルトン男爵(英: Baron Hamilton of Hameldon)はイギリスの男爵、貴族。グレートブリテン貴族爵位。アーガイル公爵の従属爵位の一つ。

## 歴史
アーガイル公爵夫人エリザベス・キャンベル(1733–1790)は、シャーロット王妃付寝室女官在任中の1776年5月20日に彼女の権利としてレスター州におけるハメルドンのハミルトン女男爵(Baroness Hamilton of Hameldon, in the County of Leicester)に叙された。エリザベスが1790年に没すると、爵位は彼女の前夫第6代ハミルトン公爵ジェームズ・ハミルトンとの息子ダグラスが継承した。

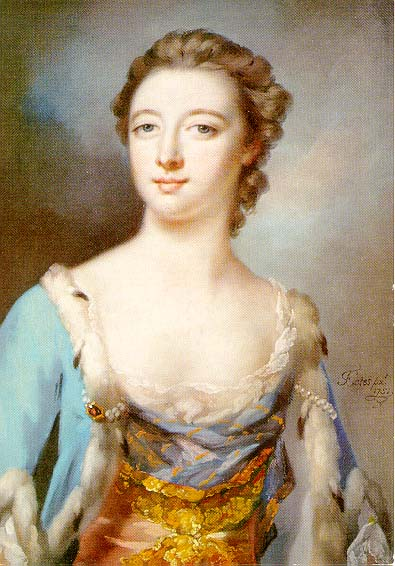
初代女男爵エリザベス

2代男爵ダグラス(1756-1799)は男爵襲爵前の1743年に父よりハミルトン公爵位を継承しており男爵位は公爵位の従属爵位となったが、彼は未婚のまま風邪で没した。そのため、爵位はエリザベスの後夫第5代アーガイル公爵ジョン・キャンベルとの息子ジョージが相続している。
3代男爵ジョージ(1768-1839)は襲爵後の1806年に父からアーガイル公爵位を襲ったため、これ以降ハメルドンのハミルトン男爵位は公爵位の従属爵位となって現在に至っている。(→以降の歴史は、アーガイル公爵を参照。)

## 紋章記述について

ガニング家紋章を描く初代女男爵のロズンジ。男爵位の紋章との差異に注意。

右掲に示す2つの紋章は各々、男爵位の紋章及び初代女男爵のロズンジである。上記に掲げるハメルドンのハミルトン男爵位の紋章は、初代女男爵エリザベスの出身ガニング家の紋章(『赤地に3羽の銀鳩、クロスパティを描くフェス』)をデザインにしたものだが、その銀鳩に公爵位を示す王冠が加えられているほか、フェスの下地としてハミルトン公爵を示すアーミン模様が組み込まれており、彼女の地位を示している。

## ハメルドンのハミルトン男爵(1776年)
- 初代ハメルドンのハミルトン女男爵エリザベス・キャンベル(旧姓:ガニング)（英語版） (1733–1790)
- 第2代ハメルドンのハミルトン男爵(第8代ハミルトン公爵)ダグラス・ダグラス=ハミルトン (1756–1799)
- 第3代ハメルドンのハミルトン男爵(第6代アーガイル公爵)ジョージ・ウィリアム・キャンベル (1768–1839)

以降の歴代当主は、アーガイル公爵を参照。